# Donje Bare
Donje Bare su jezero u Bosni i Hercegovini na planini Zelengori. 
Jezero tijekom hladnijih zima bude potpuno okovano ledom. Dugo je oko 250 m, široko oko 120 m, a najveća dubina je oko 4,5 m. Nalazi se na nadmorskoj visini od oko 1475 m.